# 前谷地村
前谷地村（まえやちむら）は、昭和30年（1955年）まで宮城県桃生郡の西部に存在していた村。現在の石巻市前谷地・和淵にあたる。

## 地理
- 河川：旧北上川、江合川

## 歴史
- 1889年（明治22年）4月1日 - 町村制施行にともない、前谷地村と和淵村が合併して新制の前谷地村が発足。
- 1927年（昭和2年）11月24日 - 小作争議が激化。農民組合からの応援も含め約450人が地主宅に詰めかけようとしたところで警官隊と衝突、石巻警察署署長ら数人が負傷した[1]。
- 1955年（昭和30年）3月21日 - 鹿又村・北村・須江村・広淵村と合併し、河南町となる。
- 2005年（平成17年）7月14日 - 齋藤氏庭園が国の名勝に指定される。

## 行政
- 歴代村長

| 代 | 氏名         | 就任                       | 退任                      | 備考 |
| -- | ------------ | -------------------------- | ------------------------- | ---- |
| 1  | 摺沢林之丞   | 明治22年（1889年）4月22日  | 明治23年（1890年）9月28日 |      |
| 2  | 水沼形章     | 明治24年（1891年）1月29日  | 明治25年（1892年）8月12日 |      |
| 3  | 佐藤長二     | 明治25年（1892年）9月3日   | 明治27年（1894年）1月19日 |      |
| 4  | 阿部五左ェ門 | 明治28年（1895年）1月9日   | 明治32年（1899年）1月8日  |      |
| 5  | 男沢成美     | 明治32年（1889年）1月27日  | 明治35年（1902年）9月3日  |      |
| 6  | 渡辺雄之助   | 明治35年（1902年）10月25日 | 明治37年（1904年）4月1日  |      |
| 7  | 木村平兵衛   | 明治37年（1904年）5月13日  | 明治38年（1905年）8月4日  |      |
| 8  | 摺沢林之丞   | 明治38年（1905年）12月26日 | 明治41年（1908年）5月27日 | 再任 |
| 9  | 渡辺雄之助   | 明治41年（1908年）6月25日  | 明治43年（1910年）4月20日 | 再任 |
| 10 | 後藤喜之助   | 明治43年（1910年）5月17日  | 明治44年（1911年）8月9日  |      |
| 11 | 高橋熊治     | 明治44年（1911年）8月30日  | 大正4年（1915年）8月29日  |      |
| 12 | 渡辺雄之助   | 大正4年（1915年）10月20日  | 大正7年（1918年）9月4日   | 三任 |
| 13 | 阿部頼治郎   | 大正7年（1918年）11月1日   | 大正8年（1919年）3月23日  |      |
| 14 | 高橋熊治     | 大正8年（1919年）4月30日   | 大正9年（1920年）9月29日  | 再任 |
| 15 | 武山貞祐     | 大正9年（1920年）9月30日   | 大正9年（1920年）11月9日  |      |
| 16 | 佐藤敬三郎   | 大正9年（1920年）11月10日  | 大正10年（1921年）7月16日 |      |
| 17 | 阿部官左ェ門 | 大正10年（1921年）7月21日  | 昭和5年（1930年）12月31日 |      |
| 18 | 佐藤大三郎   | 昭和8年（1933年）5月31日   | 昭和12年（1937年）5月30日 |      |
| 19 | 橋本清十郎   | 昭和13年（1938年）6月3日   | 昭和21年（1946年）6月2日  |      |
| 20 | 武山貞一     | 昭和22年（1947年）4月5日   | 昭和26年（1951年）4月4日  |      |
| 21 | 池田文治郎   | 昭和26年（1951年）4月23日  | 昭和30年（1955年）3月20日 |      |

## 交通

### 鉄道
- 国鉄石巻線：前谷地駅